# جون نولز باين
جون نولز باين (بالإنجليزية: John Knowles Paine)‏ هو ملحن أمريكي، ولد في 9 يناير 1839 في بورتلاند في الولايات المتحدة، وتوفي في 25 أبريل 1906 في كامبريدج في الولايات المتحدة.

## وصلات خارجية
- جون نولز باين على موقع الموسوعة البريطانية (الإنجليزية)
- جون نولز باين على موقع ميوزك برينز (الإنجليزية)
- جون نولز باين على موقع ديسكوغز (الإنجليزية)